# Bei niemand anders
Bei niemand anders ist der Titel eines Popsongs der Band Wanda. Er erschien am 24. November 2023 als Single bei Universal Music und im Juni 2024 auf Ende nie, dem sechsten Studioalbum der Band.

## Produktion
Produzent des Songs war Zebo Adam. Er wurde als Vorbote eines neuen Albums (Ende nie, 2024) sowie einer umfangreichen Tour veröffentlicht.
Eine Version vom 3. Januar 2024, die der Sänger Michael Marco Fitzthum (Marco Wanda) mit einem Diktiergerät aufnahm, sollte als B-Seite der Vinyl-Single erscheinen; zu hören sind Wandas Stimme und Klavier.

## Hintergrund
Im September 2022 starb der Keyboarder der Band, Christian Hummer. Auch der Vater des Sängers Marco Wanda erkrankte kurz darauf; er starb im Frühjahr 2023. Nach dem allein verbrachten Silvesterabend 2022 schrieb Marco Wanda den Song; er gab an, depressiv gewesen zu sein und dass er vieles in diesem Lied Hummer habe sagen wollen, vieles davon auch seinem Vater. Wanda wollte „einen Ort schaffen, an dem man sich mit seiner eigenen Trauer auseinandersetzen kann“. Als er seinem Vater, dem er Mut zusprechen wollte, eine Demoversion vorspielte, habe dieser ihm zum Song gratuliert; er habe, so Wanda in einem Interview mit FM4, sich im Text gut aufgehoben gefühlt und werde „mehr oder weniger in der Gewissheit sterben, dass es vielen anderen Menschen auch so gehen wird“.

„Ich wollte eigentlich überhaupt keine Platte schreiben, aber die Not der Situation, die Tragik und die damit verbundenen, sehr schwer zu ordnenden Gefühle haben mich ans Klavier gezwungen. (…) So schlecht es uns persönlich ging, so viel Spaß hatten wir am Musikmachen. Das war in den ganzen Monaten der einzige Lichtblick für uns.“

„Die Band sind Ray, Manu und ich. Wir haben das hier, so tragisch es klingt, überlebt und wir werden diesen Weg zu dritt weitergehen.“

## Rezensionen
Als „mutmachende Feuerzeugballade“ bezeichnet der Rezensent von Der Standard die Single.
Für den Kritiker von heavypop.at ist das Stück „eine ergreifende Nummer, die an sich gefälligen Kitsch wirklich authentisch und berührend artikuliert“.
In der Kleinen Zeitung bescheinigt Bernd Melichar dem Song, er sei „von herzzerreißender Intensität und Intimität“.

## Kommerzieller Erfolg

### Chartplatzierungen
Anfang Dezember 2023 führte das Stück die iTunes-Charts an. Einige Wochen lag Bei niemand anders auf Platz 1 der Ö3-Hörercharts. In den österreichischen Charts stieg das Lied auf Platz 41 ein.
| ChartsChartplatzierungen | Höchstplatzierung | Wochen |
| ------------------------ | ----------------- | ------ |
| Österreich (Ö3)          | 41 (1 Wo.)        | 1      |

### Auszeichnungen für Musikverkäufe
| Land/Region       | Auszeichnungen für Musikverkäufe (Land/Region, Auszeichnung, Verkäufe) | Verkäufe |
| ----------------- | ---------------------------------------------------------------------- | -------- |
| Österreich (IFPI) | Gold                                                                   | 15.000   |
| Insgesamt         | 1× Gold ·                                                              | 15.000   |

## Musikvideo
Das Musikvideo zur Single wurde in Georgien aufgenommen. Die Produktionsfirma stammte aus der Ukraine, Regisseur war Casey Campbell. Neben den Bandmitgliedern spielen Florenze Schüssler, Lindi Mlaba, Kata Fohl, Moritz Pirker, Margaretha Kuska-Wedell und Tilo Wedell mit. Nach einem Unfall mit einem SUV versorgen Manuel Poppe und Ray Weber ihren Kollegen Michael Wanda und tragen ihn auf einer Trage durch eine bergige Landschaft, eine weitere Szene spielt in einem Krankenhaus, in dem verschiedene Personen einer Person im Krankenhausbett die Hand reichen.

## Tournee
Die Band ging im April 2024 auf die Bei niemand anders-Tournee durch Clubs in der Schweiz und in Deutschland.